# Phryganostola
Phryganostola is een geslacht van vlinders van de familie parelmotten (Glyphipterigidae), uit de onderfamilie Glyphipteriginae.

## Soorten
- P. achlyoessa Meyrick, 1880
- P. ataracta Meyrick, 1888
- P. drosophaes Meyrick, 1880
- P. euthybelemna Meyrick, 1880
- P. macrantha Lower, 1905
- P. oxymachaera Meyrick, 1880